# Стропков (район)
Район Стропков (словац. Okres Stropkov) — район Словакии. Находится в Прешовском крае. Административный центр — город Стропков. На севере граничит с Польшей, на востоке с районом Медзилаборце, на юго-востоке с районом Гуменне, на юге с районом Вранов-над-Топлёу, на западе и на северо-западе с районом Свидник.
Площадь составляет 389 км², население — 20 859 человек (2007).
На территории района находится 43 населённых пункта, в том числе 1 город.

## Население
| Год:                | 1994   | 2004    | 2014    | 2024    |
| ------------------- | ------ | ------- | ------- | ------- |
| Количество человек: | 20 304 | 20 902  | 20 744  | 19 414  |
| Разница:            |        | +2,94 % | −0,75 % | −6,41 % |

### Статистические данные (2001)
Национальный состав:
- Словаки — 90,1 %;
- Русины/Украинцы — 6,1 %;
- Цыгане — 2,3 %.

Конфессиональный состав:
- Католики — 47,7 %;
- Греко-католики — 40,8 %;
- Православные — 7,5 %.